# Commissioners’ Plan von 1811

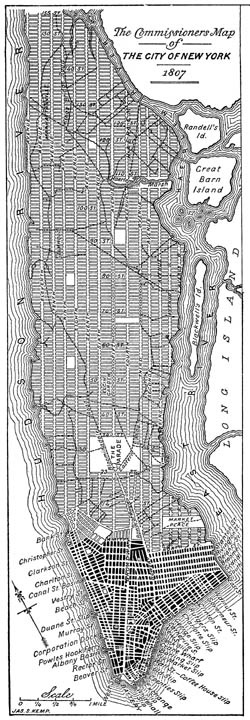
Moderne Nachzeichnung des Commissioners’ Plans in einer Version von 1807.

Der Commissioners’ Plan of 1811 war ein Vorschlag der Staatsregierung von New York, der 1811 angenommen wurde, um die ordnungsgemäße Entwicklung und den Verkauf von Land auf Manhattan zwischen der 14. Straße und Washington Heights durchzuführen. Er unterteilt den großen, damals nur wenig besiedelten Teil der Insel in etwa 2000 lange, schmale „Blöcke“, rechteckige in Ost-West-Richtung gezogene Grundstücke. Die vollständigen Straßenblöcke Manhattans bzw. die dazwischen liegenden Grundstücke haben ein ungefähres Maß von 210 m auf 60 m (die damals bei der Vermessung verwendete Längeneinheit war der Fuß mit 12 Inches; etwa 30,5 cm). Das ergab die 5-Acre-Parzellen (je 20228 m²).
Dieser Plan ist die wohl berühmteste Umsetzung eines Rasterplans (Planstadt) und wird von vielen Historikern für die Zeit der Erstellung als äußerst visionär betrachtet. Einige haben allerdings seine zu monotone Anordnung im Vergleich zu unregelmäßigen Straßenmustern älterer Städte kritisiert. Der Plan wurde von einer dreiköpfigen Kommission verfasst, die sich aus Gouverneur Morris, dem Anwalt John Rutherfurd und dem Vermesser Simeon De Witt zusammensetzte.
Man sah ein vollkommen gleichmäßiges Netz aus Straßen und Grundstücksgrenzen vor, ohne auf die Topographie der Insel Manhattan selbst Rücksicht zu nehmen. Geplant waren zwölf durchnummerierte Straßen (in diesem Kontext im engl. als Avenues bezeichnet), die in Nord-Süd-Richtung (im weitesten Sinne – Manhattan ist leicht in Nordost-Südwestrichtung geneigt), weitgehend parallel zur Küstenlinie des Hudson-Flusses verlaufen sollten, sowie 155 rechtwinklig kreuzende Straßen. Die Stellen, an denen diese kreuzenden Straßen verlaufen sollten, bildeten die Grenzen von 5-Acre-Parzellen, in die das Land vorher eingeteilt wurde.

## Das gleichförmige Raster
Die zwölf nord-südlich ausgerichteten Längsstraßen erhielten Namen mit dem Zusatz „Avenue“ (bis zur 14th Street verlaufen als vier weitere die A-, B-, C-, D-Avenue). Die ost-westlich ausgerichteten Querstraßen erhielten generell Namen mit nach Norden fortlaufend ansteigenden Ziffern und dem Zusatz „Street“. Sie sind von Süden ab der Bleecker/Houston Street mit den Ordinalzahlen von 1. bis 184. im Norden, auf Höhe der Bronx, durchnummeriert. 
Die 5th Avenue teilt die Querstraßen in Ost und West, wobei jede Seite ihre eigene, von der 5th Ave. zur Inselküste hin aus aufsteigende Hausnummerierung hat. So bezeichnen beispielsweise die Adressen 10 East 42nd Street und 10 West 42nd Street zwei unterschiedliche Gebäude. Der ursprünglich überhaupt nicht vorgesehene Central Park liegt in seiner Nordsüd-Achse zwischen der 59th Street und 110th Street. Die 5th Avenue bildet dessen Ostrand.  
Die Ausnahmen in dem System bilden der vorhandene Broadway als zentrale Achse bis zum Central Park, der Times Square und die autobahnartig ausgebauten, die Insel fast vollständig umschließende West- (teilw. 10., 11. und 12. Avenue) und South Street bzw. der FDR-Drive als östlichste Verkehrsachse. Südlich der Houston Street war die Namensvergabe bereits abgeschlossen und wurde vom Plan nicht verändert.
Jede Avenue sollte einhundert Fuß (ca. 30 Meter) breit sein. Die Avenues im Zentrum der Insel sollten 922 Fuß (ca. 281 m) voneinander entfernt, die Avenues näher am Flussufer etwas dichter beisammen sein. Man ging zu dieser Zeit davon aus, dass die Straßen nahe den Hafenanlagen stärker frequentiert sein würden als jene in der Mitte der Insel, da sich die Handels- und Industriezentren nah am Wasser befanden. Eine dichtere Platzierung der Avenues dort stellt aus diesem Blickwinkel einen Vorteil dar. Den in (relativer) Ost-West-Richtung kreuzenden Straßen war nur ein Abstand von 200 Fuß (ca. 61 m) zugedacht, was ein Gitter von etwa 2000 langen, schmalen Blöcken in zwölf Säulen zur Folge hatte. Die Breite der Querstraßen eingeschlossen ergeben genau 20 Blocks eine Meile (ca. 1,6 km) Entfernung in der Nord-Süd-Richtung.
Beachtenswert ist, dass der riesige Central Park, der sich heute von der 8. bis zur 5th Avenue und von der 59. bis zur 110. Straße erstreckt, ursprünglich nicht Bestandteil dieses Plans war, da vor 1853 keine Gedanken darauf verwendet wurden. Es gibt viel Raum für Spekulationen über das Niveau der Entwicklung, der Häuser- und Bevölkerungsdichte und der Wichtigkeit, die New York heute hätte, wenn der Central Park nie eingerichtet worden wäre.